# حجر جلخ

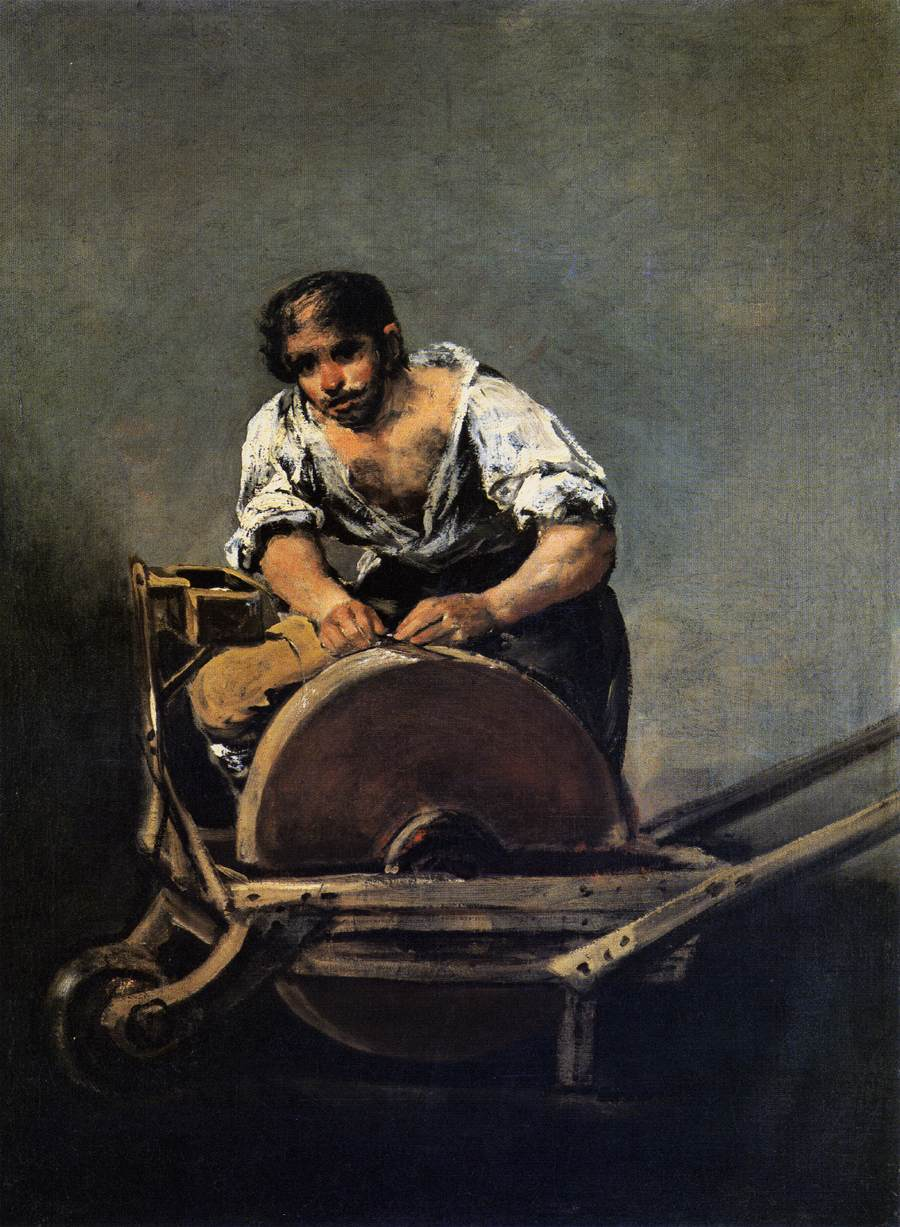

حجر الجلخ أو حجر الشحذ هو حجر سن يستخدم لتجليخ أو شحذ الأدوات الحديدية، وقد استُخدِم منذ العصور القديمة. تُشحذ الأدوات من خلال خصائص الحجر الكاشطة التي تزيل المواد من الأداة من خلال الاحتكاك من أجل إنشاء حافة دقيقة. يحتوي كل حجر جلخ على غرار ورق الصنفرة على حبيبات مختلفة تُستخدم للتحكم في مدى الحدة المرجوة.

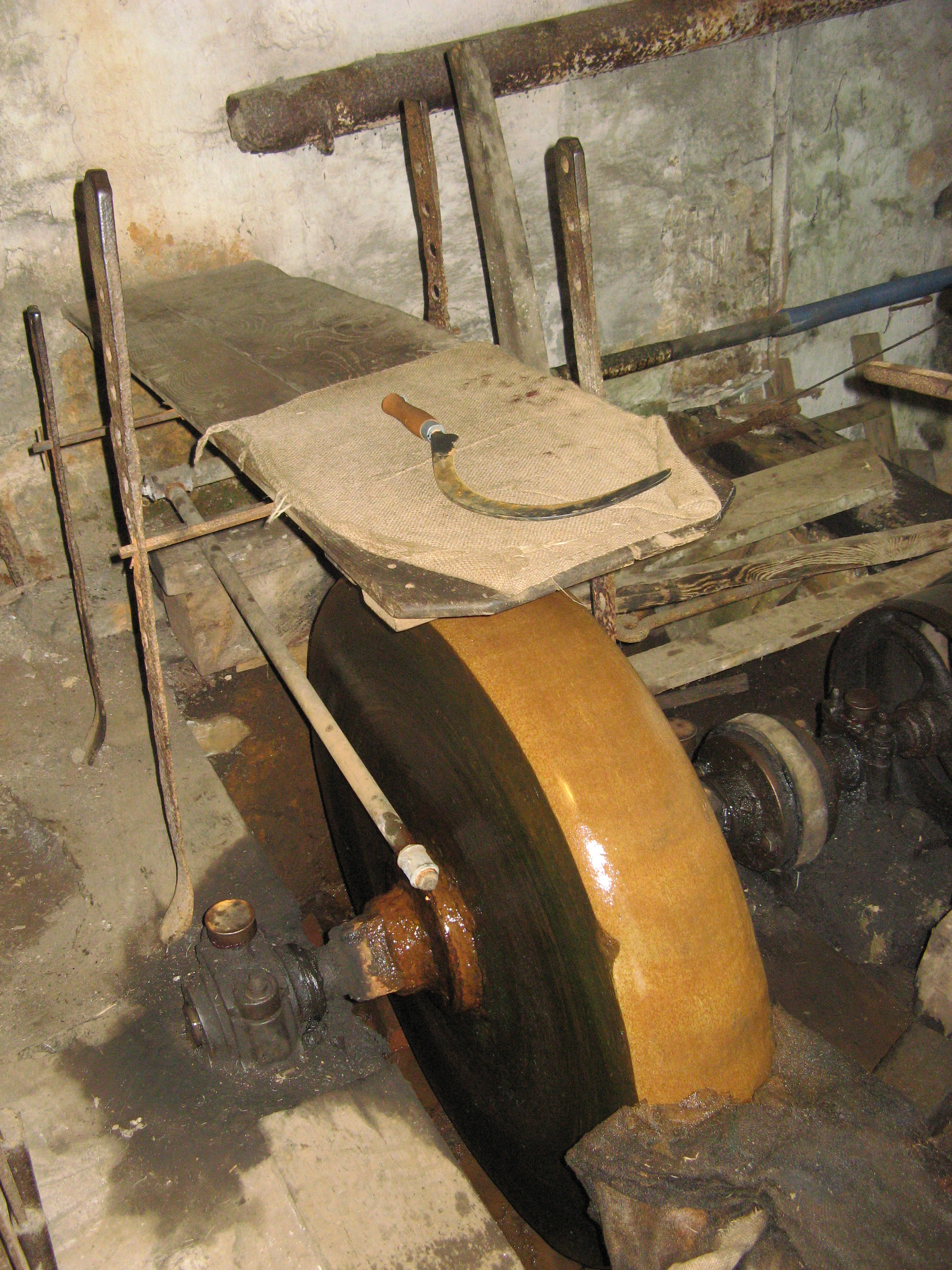
عجلة مائية كبيرة تدير حجر الجلخ.